# Hexatoma (Eriocera) trifasciata
Hexatoma (Eriocera) trifasciata is een tweevleugelige uit de familie steltmuggen (Limoniidae). De soort komt voor in het Neotropisch gebied.